# Buków (Opole)
Pour les articles homonymes, voir Buków.
Buków est une localité polonaise de la voïvodie d'Opole et du powiat de Nysa.